# Citania

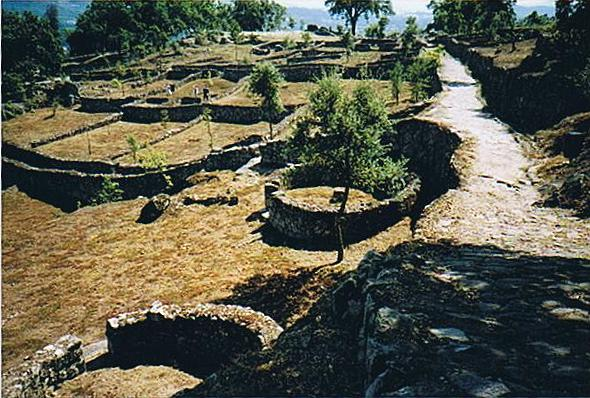
Citania de Briteiros

Una Citania es una ciudad fortificada, propia de los pueblos prerromanos que habitaban el noroeste de la península ibérica.

## Ejemplos
- Citania de Briteiros o castro de Briteiros (en portugués citânia de Briteiros) es una localidad arqueológica portuguesa de la Edad del Hierro
- Citania de Santa Luzia o castro de Santa Luzia (en portugués , Citânia de Santa Luzia) es un yacimiento arqueológico portugués